# La bota d'amontillado
La bota d'amontillado (The cask of amontillado en el títol original en anglès i El barril d'amontillado en la traducció al català de Carles Riba) és un conte d'Edgar Allan Poe, publicat a "Godey's Lady's Book" el novembre de 1846.
El narrador, en primera persona, comença explicant les mil injúries que li ha provocat un tal Fortunato i la seva necessitat de venjança, sense entrar en quina mena d'ofensa es tracta i expressat en un sol paràgraf. Com el tal Fortunato es creu un expert en vins, el narrador, en plenes festes de carnaval, a Venècia, el desafia a tastar un vi amontillado, la bóta del qual es troba al sòtans de la seva casa. Un cop allà, el fa entrar en un recinte on el tanca i l'empareda. La tècnica emprada per Poe és la de la concisió, amb uns diàlegs que arriben al seu punt culminant quan Fortunato creu que tot plegat és una broma i encara pensa que podrà sortir del seu parany.
El tema de la claustrofòbia i l'agonia, presents en tota l'obra de l'autor, aquí està tractat amb un humor amarg i cruel, per l'ànsia venjativa que expressa el narrador. Segons Robert Louis Stevenson - tal com esmenta el traductor al castellà Julio Cortázar - Tot l'esperit del conte depèn de la disfressa carnavalesca de Fortunato, la gorra amb els cascabells i el vestit de bufó. Una vegada Poe encertà en vestir a la seva víctima grotescament, trobà la clau.